# Clásica Córcega
El Clásica Córcega, es una carrera ciclista francesa. Creada en 2015, se disputa en los alrededores de Córcega. Esta carrera forma parte desde su creación del UCI Europe Tour, en categoría 1.1.

## Palmarés
| Año  | Ganador       | Segundo        | Tercero       |
| ---- | ------------- | -------------- | ------------- |
| 2015 | Thomas Boudat | Shane Archbold | Daniele Ratto |

## Palmarés por países
| País    | Victorias |
| ------- | --------- |
| Francia | 1         |